# Halictus lanei
Halictus lanei là một loài Hymenoptera trong họ Halictidae. Loài này được Moure mô tả khoa học năm 1940.